# Marco Fulvio Petino
Marco Fulvio Petino (en latín, Marcus Fulvius Paetinus) fue cónsul en el año 299 a. C. con T. Manlio Torcuato.
Paetinus, una forma alargada de Peto, como Albino de Albo, era un nombre de familia de la gens Fulvia. Reemplazó el nombre de la familia de Curvus, de la que fue originalmente un agnomen, y fue sustituido a su vez por el nombre Nobilior.[cita requerida]